# Soparismo

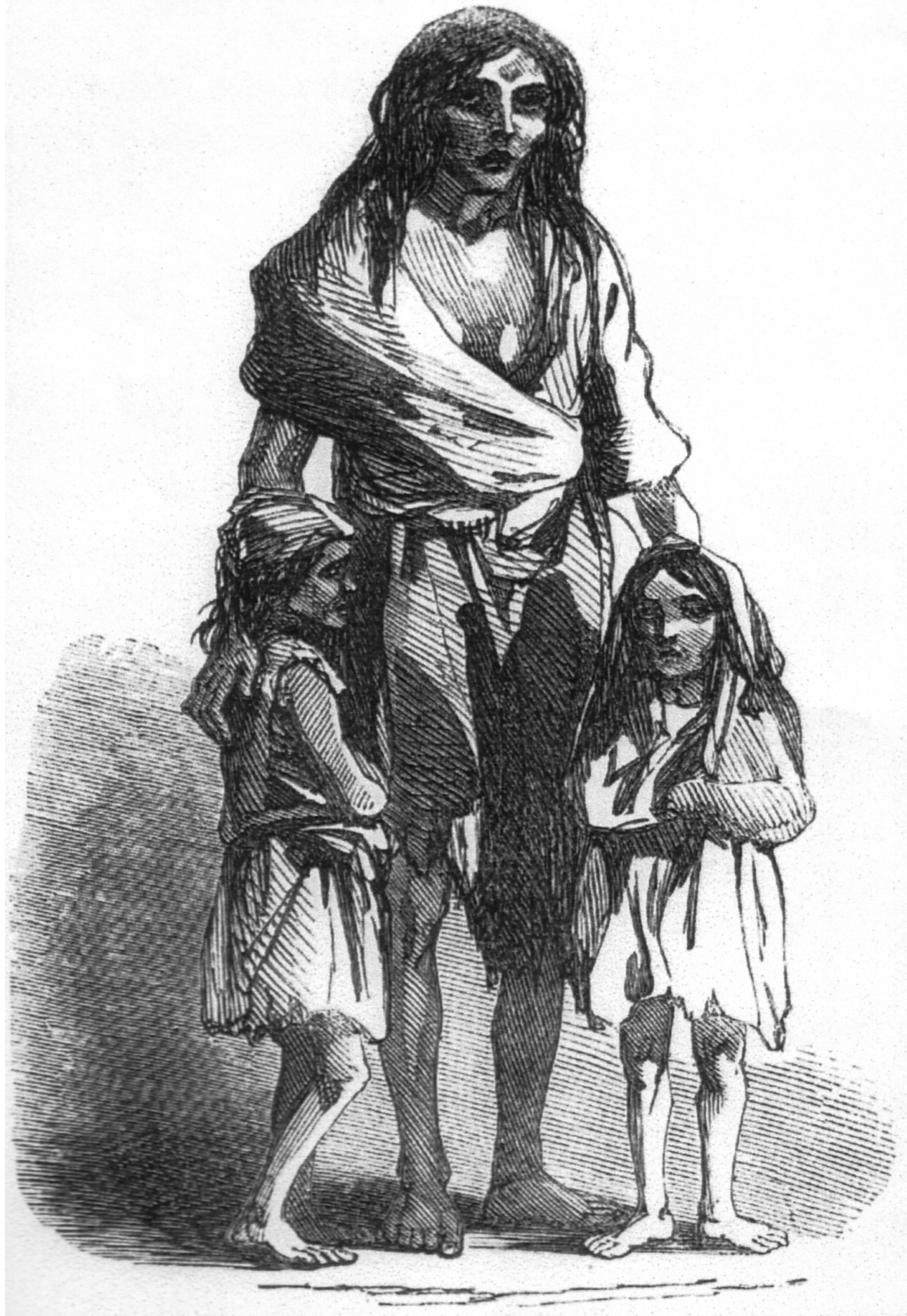
Parte de la iglesia protestante se aprovechó de la hambruna de los irlandeses para convertirles a su religión

El soparismo (Souperism, en inglés) fue una práctica que tuvo lugar en Irlanda durante la gran hambruna, y cuyas acciones fueron llevadas a cabo por miembros de la iglesia protestante, los cuales servían alimentos en los colegios a aquellos niños desnutridos que aceptasen convertirse al protestantismo.
Tal proceder no era bien visto por las familias católicas, puesto que se veían obligados a elegir entre renunciar a su fe o morir de inanición. Respecto a los que accedieron a convertirse, pasaron a ser denominados como "soperos", entre otros términos más despectivos. En palabras de sus semejantes: "[ellos] tomaron la sopa".
Aunque fue un fenómeno inusual, tuvo un gran efecto en la memoria colectiva de todos aquellos que sufrieron la hambruna. De hecho, hubo quienes vieron con recelo la buena fe de algunos protestantes que sí se ofrecieron a asistir a los hambrientos sin necesidad de recurrir al proselitismo, mientras que por parte de los católicos, optaron por rechazar la sopa por temor a traicionar su fe.

## Historia
Un claro ejemplo de "soparismo" fue el del reverendo Edward Nangle, quien estableció 34 colegios donde se impartía la rama protestante, y donde se distribuía la comida. No obstante, la práctica no era así de simple, puesto que no todos los protestantes imponían condiciones para repartir la comida. Varios anglicanos, entre los que se encontraba Richard Whately, del Arzobispado de Dublín, fueron contrarios al soparismo. Otros tantos, como los cuáqueros (también protestantes), montaban puestos donde se servía sopa de manera altruista sin forzar a la población a convertirse. Por tal motivo recibieron el aprecio de la población local, los cuales recuerdan que "[ellos] les alimentaron durante la hambruna".
Por aquel entonces, la sopa se ofrecía con carne los viernes, día en que tenían prohibido comer de acuerdo con su fe.
En cuanto a los "soperos", estos fueron rechazados por su propia comunidad y, en ocasiones, debían ser escoltados por los soldados británicos.